# Momčilo Golub
Momčilo Golub rođen 22. listopada 1949. u  Ljubuškom u  Bosni i Hercegovini je hrvatski slikar, konceptualni umjetnik i grafičar. 

## Životopis
Diplomirao na Likovnoj akademiji u Beogradu 1974. i magistrirao grafičkom odjelu 1976. Kao stipendist francuske vlade specijalizirao je slikarstvo na École des Beaux-Art de Paris. Od 1991. do 1992. studijski boravi u La Cité internationale des Arts u ateljeu francuskog Ministarstva kulture. Započevši kao grafičar, Golub je tijekom 80-ih godina prošlog stoljeća predstavljao prvo postkonceptualne, a kasnije i rane postmodernističke umjetničke tokove u umjetnosti. Početkom 90-ih se povlači s likovne scene i s nje izbiva više od dva desetljeća, do povratka 2011. godine. Dobitnik je nagrada: 1974. „Kunova“ nagrada za grafiku; 1983. Nagrada za fundacije „Ladislav Ribnikar“; 1983. Prva nagrada na izložbi novije jugoslavenske umjetnosti u New Yorku-Equitable gallery i 1984. Nagrada za instalaciju na Dubrovačkom salonu.

## Priznanja
- 1974. „KUNOVA“ nagrada za grafiku
- 1983. Prva nagrada na izložbi novije jugoslavenske umjetnosti u New Yorku-Equitable     gallery
- 1983. Nagrada za fundacije „Ladislav Ribnikar“
- 1984. Nagrada za instalaciju na Dubrovačkom salonu

## Samostalne izložbe
- 1980. Split, Galerija Umjetnički salon
- 1982. Beograd, Galerija Grafički kolektiv,
- 1982. Zagreb, Galerija Nova,
- 1983. Split, Galerija Umjetnički salon,
- 1990. Beograd, Galerija ULUS,
- 1991. Paris, Galerija Antoine Candau,
- 1994. Berlin, Galerija Franz Mehring,
- 1999. Split, Galerija „Opus“,
- 2000. Ljubljana, Galerija Bežigrajska,
- 2013. "Instalacije i lirika", Zagreb, Institut za suvremenu umjetnost,
- 2013. Split, Salon Galić,
- 2015. "Lirika i druge priče", Rijeka, Muzej moderne i suvremene umjetnosti,
- 2017. "Instrumenti", Zagreb, Galerija Forum.

## Vanjske poveznice
- http://hulu-split.hr/artisti/golub-momcilo/